# Nowa Wieś (gromada w powiecie sztumskim)
Nowa Wieś – dawna gromada, czyli najmniejsza jednostka podziału terytorialnego Polskiej Rzeczypospolitej Ludowej w latach 1954–1972.
Gromady, z gromadzkimi radami narodowymi (GRN) jako organami władzy najniższego stopnia na wsi, funkcjonowały od reformy reorganizującej administrację wiejską przeprowadzonej jesienią 1954 do momentu ich zniesienia z dniem 1 stycznia 1973, tym samym wypierając organizację gminną w latach 1954–1972.
Gromadę Nowa Wieś z siedzibą GRN w Nowej Wsi utworzono – jako jedną z 8759 gromad na obszarze Polski – w powiecie sztumskim w woj. gdańskim na mocy uchwały nr 24/III/54 WRN w Gdańsku z dnia 5 października 1954. W skład jednostki wszedł obszar dotychczasowej gromady Nowa Wieś ze zniesionej gminy Sztum, ponadto miejscowość Sztumska Wieś (bez obszaru działek o Nr Nr 130–157, 191, 194, 195, 197, 198, 199 i 202) oraz część obszaru kolonii Zajezierze, stanowiąca działki poregulacyjne o Nr Nr 119a, 119b, 119c, 120 i 121 z miasta Sztum – w tymże powiecie. Dla gromady ustalono 11 członków gromadzkiej rady narodowej.
1 stycznia 1960 gromadę zniesiono, a jej obszar włączono do gromady Sztum-Przedzamcze w tymże powiecie.